# 马尔平根
马尔平根（德語：Marpingen）是德国萨尔兰州的一个市镇。总面积39.73平方公里，总人口10724人，其中男性5303人，女性5421人（2011年12月31日），人口密度270人/平方公里。